# Battaglia di Lero
La battaglia di Lero (Battle of Leros in inglese) fu l'evento centrale della campagna del Dodecaneso verificatosi nell'ambito della seconda guerra mondiale. Dopo un lungo bombardamento aereo iniziato il 26 settembre 1943, gli uomini della Wehrmacht sbarcarono sull'isola di Lero il 12 novembre ed iniziarono i combattimenti per prenderne possesso, contrastati dal Regio Esercito e da un contingente di soldati britannici. La battaglia finì il 16 novembre 1943 con la vittoria delle truppe tedesche.

## Nozioni geografiche

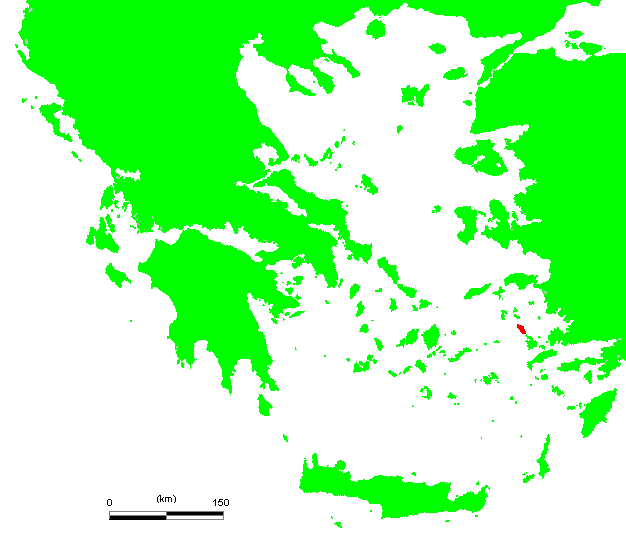
Localizzazione di Lero nel mar Egeo

Con una superficie totale di 53 km², l'isola di Lero ha una forma decisamente irregolare, e presenta due espansioni che si uniscono al centro dell'isola in un istmo largo minimo 1,2 km. Seguendo la costa, frastagliata e con rocce a picco sul mare, si incontrano nove baie, che sono:
- Baia di Parteni e Baia di Blefuti, al nord;
- Baia di Gurna, a ovest dell'istmo centrale con la sottostante Baia di Drimona;
- Baia di Portolago, a sud-ovest, dove erano presenti la base navale e il Comando Marina italiani;
- Baia di Xerocampo, a sud-est;
- Baia di Alinda e Baia di Pandeli, a est dell'istmo, con l'ultima situata più a sud della prima;
- Baia della Palma, immediatamente a est della Baia di Blefuti.

La quasi totalità dell'isola è di natura montagnosa, e i più importanti rilievi sono:
- Monte Scumbarda (334 m), tra Portolago e Xerocampo;
- Monte Clidi (320 m), tra Blefuti e Alinda;
- Monte Tortora (288 m), che domina dall'alto la zona di Xerocampo;
- Monte Patella (248 m), situato tra Portolago e Gurna, sede del "Comando delle batterie navali e contraeree" italiano;
- Monte Maraviglia (204 m); a est della Baia di Pandeli e a sud-ovest della città di Lero, sede del "Comando generale tattico inglese ed italiano";
- Monte Appetici (180 m), a est della città di Lero;
- Monte Rachi (109 m), proprio in mezzo alle Baie di Alinda e Gurna.

## Le premesse
All'8 settembre 1943, data dell'armistizio italiano, era governatore del Dodecaneso, delle Cicladi e delle Sporadi settentrionali l'ammiraglio di squadra Inigo Campioni, con sede a Rodi. Una volta caduta quest'isola a seguito della battaglia di Rodi, il comando delle truppe italiane presenti in Egeo passò al generale Soldarelli (già comandante della 6ª Divisione fanteria "Cuneo") a Samo in quanto ufficiale di grado più alto, mentre a Lero prendeva il comando il contrammiraglio Luigi Mascherpa. Così come avevano fatto i soldati di Rodi, anche quelli di Lero optarono per una resistenza contro i tedeschi, restando così fedeli al re Vittorio Emanuele III d'Italia. 

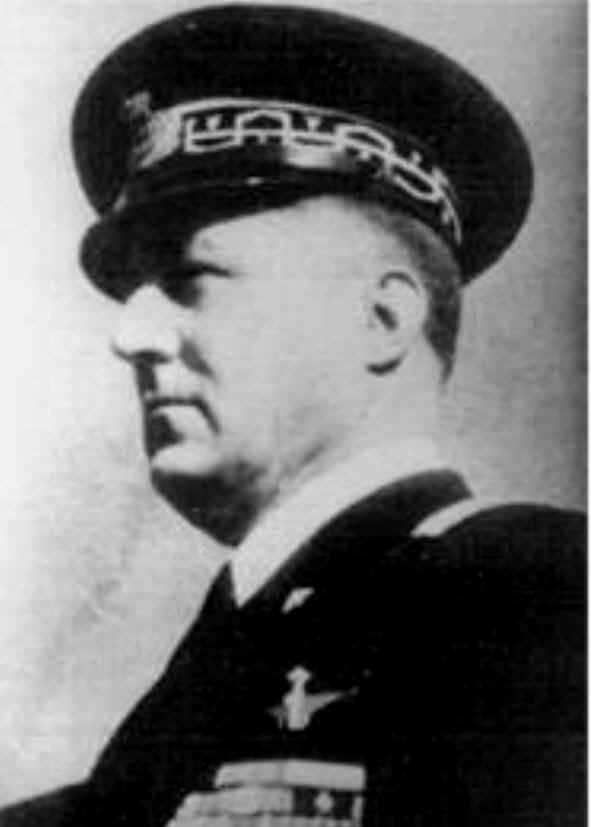
Luigi Mascherpa, comandante dell'isola di Lero

## Forze in campo

### Italia
A Lero era stanziata una forza complessiva di 8 320 militari italiani, dei quali circa il 75% appartenevano alla Regia Marina. Va tenuto conto che solo poco più di un migliaio erano soldati di prima linea, mentre il resto faceva parte dei vari servizi e della difesa costiera e contraerea.

#### Esercito
Il tenente colonnello Li Volsi ricopriva il ruolo di comandante della difesa terrestre italiana. 
Le truppe del Regio Esercito consistevano di circa 1 200 uomini ordinati nel 1º battaglione del 10º Reggimento fanteria "Regina" appartenente alla 50ª Divisione fanteria "Regina", il cui grosso delle truppe aveva combattuto ed era stato catturato a Rodi. A questi si univa la 402ª Compagnia mitraglieri della Milizia Volontaria per la Sicurezza Nazionale (MVSN) ridotta all'organico di un plotone.
Erano inoltre presenti circa venti membri della Guardia di Finanza per servizi d'istituto e circa quaranta carabinieri che svolgevano compiti di polizia.

#### Marina
Il capitano di fregata Luigi Re era stato designato da Mascherpa comandante della difesa marittima italiana e della base navale.
La Regia Marina partecipava alla difesa dell'isola con circa 6 000 uomini addetti ai vari pezzi di artiglieria al cui comando erano posti ufficiali dell'Esercito, diretti dal Comando Fronte a Mare (FAM) congiunto al Comando Difesa Contraerea Territoriale (DICAT) con sede nel Monte Patella e retto dal capitano di fregata Virgilio Spigai, da cui dipendevano i vari gruppi di batterie antinave e antiaereo dell'isola.
La difesa costiera consisteva in:
- 3 batterie con pezzi da 152 mm;
- 2 batterie con pezzi da 120 mm;
- 4 batterie con cannoni da 102 mm;
- 1 batteria con cannoni da 90 mm;
- 14 batterie con pezzi da 76 mm.

La difesa aerea invece era munita di:
- 14 pezzi da 102 mm;
- 6 pezzi da 90 mm;
- 38 pezzi da 76 mm;
- 3 mitragliatrici da 37 mm;
- 15 mitragliatrici da 20 mm;
- 31 mitragliatrici da 13,2 mm.

Le imbarcazioni che all'8 settembre 1943 si trovavano a Lero erano:
- 4ª squadriglia cacciatorpediniere con l'Euro;
- III Flottiglia Mas con due motosiluranti e sei Mas;
- XXXIX Flottiglia Dragaggio con undici imbarcazioni;
- nove unità minori, sette piroscafi, due posamine e tre motozattere.

#### Aviazione
L'unica forza aerea presente nell'idroscalo Giovanni Rossetti di Portolago era la 147ª squadriglia da ricognizione marittima della Regia Aeronautica con sette CANT Z.501 bellicamente efficienti e circa 400 uomini che provvedevano alla difesa del campo e di alcuni impianti a Xerocampo.
L'uso di questi aerei fu irrilevante ai fini della battaglia, in quanto quelli che non furono distrutti dalle bombe della Luftwaffe furono trasferiti a Lisso per salvaguardarne l'integrità. Il personale fu quindi riposizionato alla difesa dell'isola.

### Regno Unito
Il numero preciso dei soldati inglesi impiegati nell'isola non è mai stato comunicato dai britannici ed è pertanto sconosciuto.
Caotica era la situazione del comando: le decisioni importanti spettavano al Comitato dei comandanti in capo a Il Cairo; le operazioni della marina erano dirette dal comandante in capo del levante insieme al gruppo 201 di cooperazione navale della RAF il cui comandante, sebbene avesse la sede operativa a Cipro, era fisicamente a Il Cairo. La situazione venne risolta assegnando al Comando generale del Medio Oriente e al Comando generale della RAF del Medio Oriente il controllo diretto delle operazioni.
Il primo generale inglese che assunse il comando dell'isola di Lero fu F.G.R. Brittorous, sostituito in seguito da Robert Tilney, subordinato a sua volta dal generale Hall, comandante dell'Egeo dal 1º novembre 1943, con sede a Samo. Ai loro ordini vi erano i soldati che accorsero in aiuto degli italiani, e cioè il 2º battaglione del Royal Irish Fusiliers (detti anche Faughs), il 2º battaglione del Queen’s Own Royal West Kent Regiment, il 4º battaglione del Royal East Kent Regiment (chiamati anche Buffs) e il 1º battaglione del King’s Own Royal Regiment, tutti reggimenti del British Army.

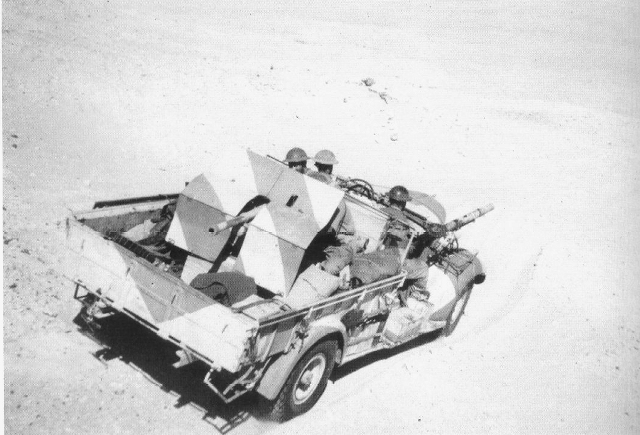
Mezzo dell'LRDG fotografato in Africa settentrionale

La Royal Navy aveva come suo responsabile nel settore del Dodecaneso il viceammiraglio Algernon Willis, che si preoccupò di rinforzare le sue forze nel settore per agevolare i rifornimenti e ostacolare i movimenti marittimi tedeschi. A questo scopo, venne destinato al teatro delle operazioni il seguente naviglio:
- 8 cacciatorpediniere[16];
- Una flottiglia di sottomarini;
- 6 Motor Launch, motoscafi di piccola stazza equipaggiati con mitragliatrici e di media velocità;
- 4 L.C.F., ovvero dei mezzi da sbarco modificati con l'installazione di cannoni antiaerei;
- 8 motoscafi veloci della RAF;
- imbarcazioni varie adibite al trasporto merci e persone.

A supporto di queste unità erano disponibili gli uomini del Long Range Desert Group (LRDG) e dello Special Boat Service (SBS, composto totalmente da commando e sotto il comando del Maggiore Jellicoe), unità ben addestrate e formate da veterani di altre battaglie. Le azioni della Royal Navy erano limitate dalla lontananza dalle basi di Cipro e Alessandria d'Egitto e dalla scarsa copertura aerea, ma nonostante tutto servirono a ritardare l'invasione dell'isola, dando tempo ai difensori di prepararsi meglio per contrastare l'attacco. 
Data la costante presenza aerea nemica nei cieli, le navi dovevano muoversi esclusivamente di notte verso obiettivi designati dall'LRDG o altri reparti, per poi riparare di giorno a Portolago o con rotta sud-est.

### Germania
Le forze tedesche attive nell'Egeo erano parte del Gruppo d'armate E con a capo il generaloberst Alexander Löhr. 
Il piano per occupare l'isola di Lero era stato denominato inizialmente operazione Leopard (leopardo) e poi Taifun (tifone), la cui direzione spettava al General der Infanterie Friedrich-Wilhelm Müller.
Il generale tedesco aveva a disposizione tre reggimenti della 22. Luftlande Infanterie-Division (22ª divisione di fanteria aviotrasportata), un battaglione dell'11. Luftwaffen-Felddivision (11ª Divisione campale della Luftwaffe) e alcuni elementi della 2. Fallschirmjäger-Division (2ª divisione Fallschirmjäger).
Unità di artiglieria e reparti della divisione Brandenburg erano pronte al Pireo per essere inviate nell'isola dopo che i primi uomini avessero assicurato delle teste di ponte.
La Luftwaffe trasferì nel settore aerei dal fronte francese e sovietico assegnando loro basi diverse a seconda del tipo: i bombardieri partivano da Eleusi, i cacciabombardieri da Megara e dall'Aeroporto di Maritsa (presso Rodi), mentre i caccia decollavano da Kalamaki (Zacinto) e Argo.

## Storia
Mascherpa ordinò subito di iniziare la revisione della difesa antiaerea e si avviarono contatti con ufficiali inglesi e Supermarina. Tra le clausole dell'armistizio vi era anche quella di far muovere tutte le navi in porti alleati, ma l'ammiraglio italiano convenne che era meglio, anche per gli inglesi, che restassero ai propri posti a Lero per sfruttarle contro un probabile attacco tedesco.

### L'arrivo degli inglesi
Nella mattinata del 12 settembre giunse nell'isola la prima missione inglese composta da un colonnello, un maggiore e un ufficiale greco, accompagnati dal capo di Stato Maggiore della divisione Cuneo Nicola Gaudioso. Gli ufficiali inglesi si informarono sullo stato delle difese di Lero e in che modo si sarebbero comportati gli italiani nei confronti delle loro truppe, e Mascherpa cooperò senza sbilanciarsi con risposte troppo azzardate, perché ancora non erano chiarissimi i termini dell'armistizio. Nonostante l'incontro fosse andato piuttosto bene sotto il punto di vista diplomatico, da questo momento in poi i rapporti dell'ammiraglio con gli inglesi non furono mai del tutto cordiali.
Nel frattempo fu stabilito di sparare contro gli aerei tedeschi che avessero sorvolato l'isola e si cercò di risollevare il morale dei soldati, compito affidato a Virgilio Spigai. Il 13 settembre giunsero tre nuovi ufficiali inglesi (tra cui il maggiore Jellicoe, lo stesso che si era paracadutato a Rodi tra il 9 e il 10 settembre) con una lettera del capo della missione Alleata nelle isole italiane dell'Egeo, colonnello Turnbull, in cui veniva assicurato l'invio di rinforzi a breve. Lo stesso colonnello giunse a Lero nel pomeriggio per un sopralluogo delle difese al termine del quale rimase molto deluso, soprattutto per quanto riguardava la difesa antiaerea.
Finalmente, tra il 15 e il 16 settembre, sbarcarono nel possedimento italiano nuclei di soldati britannici.
Il 17 altri 400 inglesi arrivarono nell'isola e nel pomeriggio giunse anche il contingente italiano che si era ritirato da Alimnia a seguito della caduta di Rodi. Subito iniziarono azioni rivolte contro il naviglio tedesco ad opera di cacciatorpediniere britanniche.
I rapporti tra i due schieramenti durante la convivenza nell'isola furono generalmente buoni, ma spesso gli ufficiali inglesi nutrirono una certa diffidenza nei confronti delle truppe italiane, che in parte avevano ragione di avere, come dimostra il seguente episodio: il Mas 522 del sottotenente di vascello Carlo Beghi aveva il compito di portare il capo di Stato Maggiore della divisione Cuneo e altri due ufficiali inglesi in luoghi da loro scelti per effettuare incontri diplomatici, ma in uno di questi viaggi prese prigionieri con il suo equipaggio i tre uomini, e li trasferì a Syra nelle mani dei tedeschi che nel frattempo avevano occupato l'isola. Tale episodio comunque, rimase l'unico del suo genere.
Poiché era previsto l'arrivo di un generale inglese da Malta, Mascherpa (che fino ad ora era capitano di vascello) chiese a Supermarina il permesso di avanzare di grado diventando contrammiraglio, in modo da tenere alto il prestigio e la sovranità italiana in un'isola che era territorio nazionale dal 1912. Il 20 settembre arrivò la risposta affermativa, lo stesso giorno in cui sbarcarono altri 600 soldati inglesi con il generale Brittorous insieme al suo Stato Maggiore.
Un primo diverbio tra i due ufficiali si ebbe quando Brittorous pubblicò alcuni proclami in cui si parlava delle truppe inglesi come degli "occupanti" dell'isola. Il testo fu subito modificato e all'ammiraglio italiano venne attribuito il pieno controllo della popolazione civile e di tutte le Forze Armate italiane, subordinato però al generale inglese. In concomitanza con questo increscioso episodio gli uomini dei due comandanti si misero subito all'opera per richiedere rinforzi, munizioni (arrivò poi solo una novantina di fucili mitragliatori, circa cinquanta fucili e quasi 1 000 proiettili da 90 mm) e viveri.
Gli uomini della guarnigione vissero i giorni prima dell'attacco aereo sotto continui lanci di volantini intimidatori e con la notizia poco rassicurante dell'avvenuto eccidio di Cefalonia.

### La battaglia aerea
L'assalto vero e proprio delle truppe germaniche venne preceduto da un incessante bombardamento aereo ad opera della Luftwaffe che durò dal 26 settembre all'11 novembre 1943.
Scopo di questi attacchi era la distruzione delle difese aeree e costiere, l'affondamento di eventuali imbarcazioni nei porti, l'interruzione delle comunicazioni, la distruzione degli impianti della base navale, dei centri abitati e la demoralizzazione dei difensori.
Verso le 9:00 del 26 settembre una formazione di bombardieri Ju 88 colpì la zona di Portolago e il naviglio ancorato nella relativa baia, affondando un Mas e il cacciatorpediniere greco Vasilissa Olga, pieno di bambini che erano in gita scolastica; alcuni di loro vennero poi salvati dal provvidenziale arrivo di unità anglo-italiane. Nel pomeriggio altri attacchi misero fuori uso la base dei sommergibili, la caserma della base navale e un'officina polivalente italiana, affondando anche il già danneggiato cacciatorpediniere Intrepid. Andò bene invece per quel che riguarda i depositi di carburante: furono distrutti quattro dei cinque depositi esistenti, che però erano tutti vuoti eccetto, appunto, il quinto che continuò a funzionare fino alla cessazione delle ostilità. I tedeschi persero 7 dei 25 aerei impiegati.
Il giorno seguente fu preso di mira l'aeroporto, che accusò danni notevoli diventando ormai inservibile. Il 1º ottobre venne distrutto anche il cacciatorpediniere Euro, e verso la fine di ottobre il cacciatorpediniere inglese Eclipse, che portava soldati di rinforzo, urtò una mina navale e affondò provocando la morte di molti uomini.
I frequenti bombardamenti giornalieri rasero quasi al suolo le città e i villaggi, specialmente Lero e Portolago, e non si salvarono nemmeno ospedali e chiese.
Le prime strutture ad essere bersagliate furono le mitragliere antiaeree, che dopo giornate intense di attività spesso esaurivano le munizioni o avevano i componenti interni che non garantivano più un uso costante del pezzo. A loro vantaggio vi era però il fatto che gli attacchi dei cacciabombardieri della Luftwaffe, gli Junkers Ju 87, usavano la tecnica del bombardamento in picchiata che, sebbene di elevata precisione, dava la possibilità al personale di terra di capire dove sarebbe caduta la bomba. Questo permetteva agli occupanti di una certa batteria di fuggire al momento giusto, per ritornare poi subito a sparare non appena cessata la picchiata dell'aereo, danni causati dall'attacco permettendo. Il pilota dell'aereo inoltre si trovava in difficoltà di manovra dopo la picchiata, ed era estremamente vulnerabile ai proiettili sparati dai militari italiani; la postazione antiaerea del Monte Patella abbatté otto aerei colpendoli proprio in questa loro delicata fase di volo.
Dal 26 settembre al 31 ottobre i tedeschi eseguirono una media di quattro incursioni al giorno impiegando, sempre parlando di media, 41 apparecchi al dì.
Il primo giorno dell'ottobre 1943 gli attacchi aerei cessarono per un periodo di sei giorni, passati i quali i bombardamenti ripresero con il ritmo della prima ondata.
In media, dal 7 all'11 novembre i piloti della Luftwaffe effettuarono otto incursioni al giorno utilizzando 37 velivoli a giornata.
Gli inglesi provvidero nel frattempo a sostituire il generale Brittorous con il generale Tilney, senza comunicare nulla all'ammiraglio Mascherpa, al quale anzi venne chiesto di recarsi a Il Cairo per discutere della situazione dell'isola, ma l'ammiraglio italiano rifiutò prevedendo di non poter più tornare indietro per condurre le operazioni di difesa. I rapporti tra il nuovo generale inglese e l'ufficiale italiano dunque, furono subito tesi.
Come prima disposizione, il generale Tilney relegò le truppe italiane a compiti strettamente difensivi negando loro ogni possibilità di contrattacco e, più in generale, di iniziativa; questo fatto venne giustificato con la credenza che i tedeschi avrebbero usato divise italiane al momento dello sbarco, ma, col senno di poi, si persero numerose occasioni per respingere il nemico quando ve ne era la possibilità. Si riformò anche, per quanto possibile, la difesa dell'isola dividendo la stessa in tre settori, nord, centro e sud, assegnando un colonnello inglese ad ogni settore e un ufficiale italiano alle sue dipendenze.
Come già detto, i bombardieri tedeschi misero a dura prova le difese dell'isola: si è calcolato che al termine degli attacchi il 10% dei cannoni antinave, il 30% delle postazioni antisiluranti e il 20% della difesa contraerea fosse inservibile, con conseguenze immaginabili sugli avvenimenti che avrebbero investito Lero di lì a poco. Gli ospedali furono trasferiti in grotte, mentre viveri e medicinali erano invece sufficienti per molti mesi. L'acqua fu sempre distribuita regolarmente nonostante i danni subiti dall'acquedotto.

#### Il problema dei rifornimenti

Il cacciatorpediniere Velite, una delle due navi che portarono rifornimenti a Lero

I rifornimenti all'interno dell'isola erano curati dai militari italiani, mentre di quelli provenienti dall'esterno si occupavano gli inglesi, che si avvalsero di cacciatorpediniere, sommergibili, ponti aerei e caicchi per far arrivare a Lero il maggior numero possibile di munizioni, viveri e materiali.
Le azioni aeree tedesche comportarono subito una scarsità di proiettili contraerei nelle batterie dell'isola, che erano così costrette a sparare solo a colpo sicuro e con proiettili meno efficaci. Le poche munizioni rimanenti venivano distribuite poi esclusivamente di notte per evitare ulteriori perdite umane. Un tentativo di porre rimedio a questa situazione fu avanzato direttamente dai vertici della Regia Marina in Italia, i quali proposero di inviare 21 570 colpi di vario calibro servendosi di alcuni sommergibili. Fu poi deciso di usare come trasporto l'incrociatore Scipione Africano ma, a causa di un guasto, il carico fu trasferito nei cacciatorpediniere Velite e Artigliere che raggiunsero Alessandria d'Egitto il 26 settembre. Qui, per motivi ancora sconosciuti, il carico dei due cacciatorpediniere italiani venne scaricato a terra e solo una minima parte del prezioso materiale raggiunse l'isola di Lero.
In ogni caso, quello di cui avevano veramente bisogno gli assediati anglo-italiani (cannoni, munizioni e mezzi di trasporto), giunse in quantità non sufficienti. In totale, dal 16 ottobre al 7 novembre 1943, nell'isola sbarcarono:
- da mezzi di superficie
  - 2 230 uomini;
  - 470 t di materiali vari;
  - 6 cannoni Bofors;
  - 25 Jeeps;
  - 12 trattori.
- da sommergibili
  - 17 uomini;
  - 258 t di materiali vari;
  - 12 cannoni Bofors;
  - Una Jeep.

### Lo sbarco tedesco
Una volta che il general der infanterie Friedrich-Wilhelm Müller ritenne di aver colpito abbastanza l'isola con gli attacchi aerei, diede l'ordine ai suoi uomini di prepararsi allo sbarco e alla battaglia, che durò dal 12 al 16 novembre 1943. L'obiettivo era occupare il centro dell'isola per poi conquistare il resto.
Il piano originale dell'operazione Taifun prevedeva che le prime forze da sbarco si sarebbero mosse la sera dell'11 novembre dai porti di Coo e Calino sbarcando nell'isola a nord della Baia di Alinda, nella Baia della Palma, a est della città di Lero e nella Baia di Drimona; una seconda ondata con altri uomini e pezzi di artiglieria sarebbe stata inviata non appena consolidate le posizioni del primo sbarco, mentre il giorno 12 un battaglione di paracadutisti si sarebbe lanciato sull'istmo centrale dell'isola.

#### 12 novembre

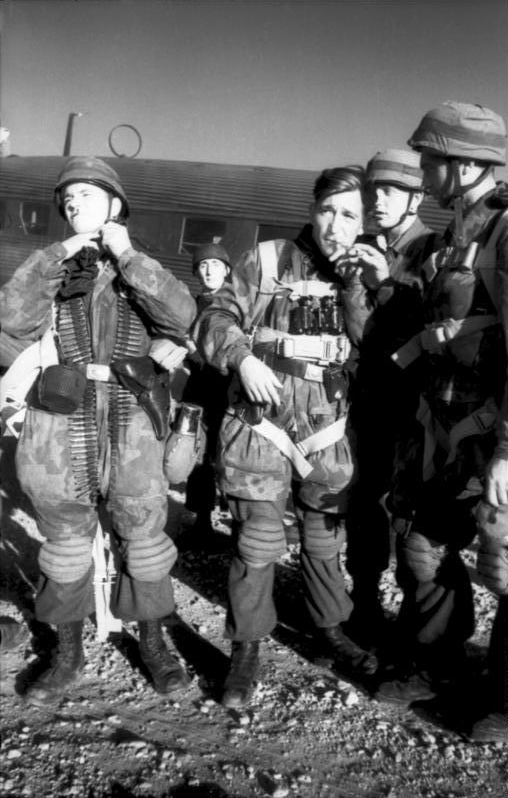
Alcuni Fallschirmjäger attendono di partire da Creta con destinazione l'isola di Lero

I primi segni di attività nemica nelle acque circostanti le spiagge di Lero furono notati da una motor launch attorno alle 04:00 della mattina che avrebbe poi attaccato le unità tedesche con efficacia; tuttavia questa notizia non coincide con quanto riferito dal mas '555', che era di pattuglia nei pressi della motor launch inglese ma che non notò nulla. L'allarme fu inviato al comando dell'isola che provò a diramarlo a più unità sul campo possibili, ma, a causa dei guasti alle comunicazioni provocati dai precedenti bombardamenti, non tutti ricevettero la notizia, incluso il comando FAM-DICAT.
I tedeschi si avvicinarono all'isola divisi in due gruppi: uno da sud-ovest composto da sei mezzi da sbarco e due cacciatorpediniere italiani di preda bellica, e l'altro da est, con piccole ma numerose unità navali. Il primo gruppo fu respinto dalle batterie costiere Ducci e San Giorgio, mentre il secondo, che venne diviso in quattro nuclei con ognuno un punto di sbarco (costa nord-orientale, est di Monte Clidi, est di Monte Appetici e costa nord), riuscì a prendere terra, seppur con perdite, a est di Punta Pasta di Sopra, Monte Clidi e Monte Appetici, mentre fu respinto nel settore nord. L'appoggio aereo si fece vivo non appena spuntò il sole, e assistette i soldati della Wehrmacht per tutta la giornata.
Verso mezzogiorno la situazione era stabile, con i tedeschi che avevano assicurato delle teste di ponte nei luoghi sopra menzionati, ed avevano preso posizione in punti favorevoli da cui bersagliarono alcune batterie italiane, in particolare la Ciano a Monte Clidi. Seppur favoriti in questo, i tedeschi erano ancora in evidente minoranza numerica nei confronti dei difensori, per cui furono fatti arrivare dei paracadutisti (Fallschirmjäger) a bordo di alcuni Ju 52 tra le Baie di Gurna e Alinda. Il lancio fu un mezzo disastro: la bassa quota, scelta per ritardare al massimo l'avvistamento, da cui si lanciarono i soldati tedeschi, fece sì che alcuni paracadute non si aprissero, e, nonostante la bassa quota,  numerosi uomini furono uccisi dalle truppe a terra prima ancora di atterrare come già avvenuto nella battaglia di Creta. Su circa 600 Fallschirmjäger impiegati, quasi il 30% non sparò mai un colpo di fucile. In ogni caso, i sopravvissuti dettero subito del filo da torcere all'artiglieria italiana occupando tre postazioni (tra cui la Ciano) fucilandone i comandanti. Nel pomeriggio fu tentato un altro sbarco da ovest, ma l'artiglieria della batteria Farinata costrinse gli assalitori alla ritirata.
A sera, la situazione si era evoluta nel seguente modo:
- a nord erano rimaste inviolate la Baia di Blefuti e la Baia della Palma, ma i tedeschi controllavano un tratto della costa nord-est fino a Monte Clidi e cercavano di ricongiungersi con i paracadutisti, che avevano conquistato Monte Appetici dove resisteva solo la batteria Lago;
- al centro i Fallschirmjäger, dopo essersi impossessati di Monte Rachi, tentavano di espandersi in ogni direzione;
- al sud invece regnava la calma.

Durante la notte una proposta di contrattacco fu avanzata dal Comando italiano e approvata dal generale Tilney, ma l'idea non ebbe seguito perché i reparti inglesi scelti per la manovra erano disorganizzati e provati dai combattimenti durati tutto il giorno, e non furono in grado di eseguire gli ordini.

#### 13 novembre
Le vicende belliche della giornata del 13 novembre iniziarono con l'affondamento del cacciatorpediniere Dulverton ad opera di aerei della Luftwaffe. Furono mandate dal Comando dell'isola alcune imbarcazioni armate a Samo per imbarcare uomini e munizioni, ma non ripartirono perché nel frattempo il mare era diventato mosso.
Nella prima mattinata i tedeschi effettuarono un altro lancio di paracadutisti che, pur subendo perdite significative riuscirono ugualmente ad occupare una postazione di artiglieria italiana e la batteria costiera Lago a Monte Appetici, nonostante l'arrivo in quest'ultima di soldati inglesi. La gravità della situazione spinse ancora una volta, senza successo, l'ammiraglio Mascherpa a chiedere rinforzi e copertura aerea al Generale Soldarelli a Samo.
La giornata trascorse nel complesso con combattimenti limitati a piccole zone alternati a momenti di pausa, con la bilancia che pendeva ancora dalla parte dei tedeschi, avendo essi rafforzato le loro posizioni e occupato altre batterie italiane; agevolati dal fatto che il contrattacco anglo-italiano ancora non si era materializzato in azioni di alcun tipo.

#### 14 novembre
Durante la notte reparti inglesi riconquistarono la batteria Ciano e Monte Clidi, e, con il supporto dell'artiglieria italiana, fecero fallire il tentativo dei Fallschirmjäger di ricongiungersi con altre unità tedesche. Il tanto atteso contrattacco italo-inglese non fu ordinato neanche in questa occasione.
Consapevoli dell'occasione persa dagli avversari, i tedeschi ripresero con vigore l'attacco e a sera erano padroni di tutto il Monte Appetici, del Monte Vedetta e della Baia del Grifo, situata a est di Monte Clidi (nuovamente rioccupato) e a nord della Baia di Alinda. Nel corso della notte tra il 14 e il 15 settembre i tedeschi invasero l'abitato di Lero e i villaggi di Santa Marina e Alinda, ma la Royal Navy si mosse per bloccare il nemico: 500 uomini furono portati a Portolago dai cacciatorpediniere Echo e Belvoir la mattina del 15, mentre il Penn, l'Aldenham e il Blencathra cannoneggiarono le postazioni tedesche dalla Baia di Alinda; alcune motosiluranti, insieme all'Echo, che prima dell'alba aveva già lasciato gli uomini a terra, intercettarono tre mezzi da sbarco diretti ad Alinda e li affondarono.

#### 15 novembre
Data l'insistenza degli alti ufficiali italiani, finalmente Tilney si decise ad autorizzare il contrattacco, ma ormai era troppo tardi per sperare in qualche risultato positivo e l'iniziativa rimase sempre in mano tedesca, con battaglie che durarono per tutto il giorno. Persino l'ammiraglio Mascherpa, visti inascoltati i suoi consigli, abbandonò il Comando dell'isola per recarsi al Comando Marina.
Dopo il tramonto la situazione era diventata più grave che mai: le truppe di Müller avevano stabilito due fronti, uno a sud che dalla Baia di Pandeli, passando per la città di Lero e Monte Rachi, scendeva sino alla Baia di Gurna, e l'altro a nord, con punto d'inizio Punta Pasta e come fine la zona nord della Baia di Gurna, toccando nel percorso Monte Clidi. L'isola era praticamente divisa a metà, con al centro Monte Maraviglia e il Comando dell'isola, costantemente colpito da attacchi aerei e minacciato, data la situazione, sia da nord che da sud.
L'arrivo di altri 400 inglesi fu reso inutile dallo sbarco di altri rinforzi tedeschi alla Baia di Alinda, mentre i primi soldati della Wehrmacht si facevano vivi al passo dell'Ancora, alle porte del Monte Maraviglia.

#### 16 novembre
Alla mattina il Monte Maraviglia fu oggetto di nuovi attacchi da parte dei cacciabombardieri della Luftwaffe e da un'azione portata avanti dalle truppe tedesche da nord-est, respinta da elementi dell'Irish Fusiliers con la partecipazione dello stesso Tilney. Il comandante tedesco inviò anche a Mascherpa un ufficiale italiano preso prigioniero ad offrire salva la vita a tutti i suoi uomini se si fossero arresi indipendentemente dagli inglesi, ma Mascherpa non accettò.
Alle ore 16:00 il Comando inglese era praticamente accerchiato e il generale Tilney decise di arrendersi avanzando come unica condizione di far evacuare i feriti con una nave ospedale, e i tedeschi acconsentirono. Mascherpa fu invitato ad un colloquio presso il quartier generale tedesco, al termine del quale gli fu imposto di ordinare la resa a tutti i reparti italiani, cosa che non poté fare perché l'ammiraglio fu subito rinchiuso in un'abitazione dove rimase per qualche giorno senza cibo.
Merita una citazione l'opera svolta dai cappellani militari Igino Lega (M.O.V.M.) e Ascanio Micheloni, che con la loro costante presenza tra i soldati contribuirono a tenere alta la fede e il morale tra loro. In totale dodici ufficiali vennero giustiziati dopo la cattura.

## Conseguenze
Così come era accaduto a Rodi, alcuni uomini del presidio difensivo di Lero cercarono in ogni modo di fuggire dall'isola, come dimostra il caso dell'ufficiale inglese che con i suoi uomini sequestrò agli italiani, armi in mano, tre barche con cui i britannici si dileguarono in mare. Chi non ricorse a questo metodo si arrangiò come poté usando gli ultimi mezzi a motore disponibili, anche se il numero degli inglesi che si sottrassero alla cattura (tra cui il maggiore Jellicoe) non superò le 250 unità.
Il capo del Comando FAM-DICAT, Virgilio Spigai, declinò l'offerta inglese di indossare un'uniforme britannica e fuggire usando un loro motoscafo, imitato anche da Luigi Re, comandante della difesa marittima. L'unico reparto che si era preparato per lasciare l'isola era la flottiglia mas, comandata dal capitano di fregata Luigi Borghi, che riuscì a sottrarre alla cattura gli ultimi quattro motoscafi rimasti.
I prigionieri vennero evacuati gradualmente dall'isola verso la Grecia e quindi nei campi di internamento in Germania; evitò questa sorte solo un gruppo di italiani la cui nave venne intercettata dalla marina inglese e dirottata a Brindisi. Il 23 novembre l'Ammiraglio Mascherpa fu trasferito in un campo di concentramento in Germania, e successivamente consegnato alla Repubblica Sociale Italiana e rinchiuso nel carcere di Verona in attesa di un processo in cui fu condannato alla pena di morte da eseguire con la fucilazione.
La perdita di Lero, che venne rioccupata solo nel maggio 1945, ovviamente amareggiò il Governo Badoglio, ma fu un colpo anche per Winston Churchill, che vide indebolirsi la sua idea di espandere l'influenza politica inglese nell'Egeo, nei Balcani e in Turchia. Risentì del fatto anche l'opinione pubblica inglese, ormai abituata a ricevere solamente notizie di vittorie dal fronte.